# Ignatios Ferzli
 (mai 2019).
Si vous disposez d'ouvrages ou d'articles de référence ou si vous connaissez des sites web de qualité traitant du thème abordé ici, merci de compléter l'article en donnant les références utiles à sa vérifiabilité et en les liant à la section « Notes et références ».
Ignatios Ferzli, évêque et théologien melchite grec-orthodoxe né à Zahlé (Empire ottoman), et mort en 1997 à São Paulo, fut métropolite de l'archidiocèse orthodoxe antiochien de São Paulo et de tout le Brésil de 1958 à 1997.